# Eltarahonie Dawfan
Eltarahonie Dawfan – tunezyjski zapaśnik walczący w stylu klasycznym. Srebrny medalista mistrzostw arabskich w 2018 roku.